# Neurophyseta mellograpta
Neurophyseta mellograpta là một loài bướm đêm trong họ Crambidae.